# エッジリー・パーク
エッジリー・パーク (Edgeley Park Stadium) は、イングランド, 大マンチェスタ州, ストックポート・メトロポリタン特別区(en), ストックポートのエッジリー(en)にあるスタジアム。ストックポート・カウンティFCとラグビーユニオンのギネス・プレミアシップに所属するセール・シャークス(en)のホームスタジアムとなっている。収容人数は10,852人。

## スタンド
- Printerworks Cheadle End Stand - 5,250　ホーム側ゴール裏スタンド。
- Stockport Express Main Stand - 2,100　メインスタンド。
- Popular Side Stand - 2,150　バックスタンド。
- Railway End - 1,350　アウェー側ゴール裏スタンド。

※数字はおおよその人数。

## 入場者数

### 平均入場者数
- 2007-2008: 7,835 (フットボールリーグ1)
- 2006-2007: 5,514 (フットボールリーグ2)
- 2005-2006: 4,772 (フットボールリーグ2)
- 2004-2005: 5,000 (フットボールリーグ1)

### 最多入場者数
- 27,833 (FAカップ 5回戦) ストックポート v リヴァプール, 1950.2.11
- 10,006 (フットボールリーグ2) ストックポート v カーライル・ユナイテッド, 2006.5.06 (全面座席改修後)